# 陳如敏
陳如敏（英語：Amanda Tann，19？？年9月28日—），香港補習導師、香港連鎖補習社活學教育（已結業）創辦人與英文科首席導師。丈夫是已故活學教育股東黎文業，於2009年9月28日因車禍喪生。黎文業逝世後，陳如敏再沒有改嫁其他姓氏。即使有人向她求婚，她也拒絕。此外，陳如敏為香港天主教徒，但她甚少提及此身份。

## 簡介
陳如敏是中法混血兒，在加拿大西岸長大，西門菲莎大學主修社會學及人類學，同時修讀語文課程，說流利普通話、廣東話、英語和法語。1998年，她回流本港並於香港道教聯合會青松中學任教英文科，以了解香港的課程內容。任教了兩年之後，毅然離職並以積蓄與友人在佐敦開設了活學教育中心。
陳如敏於2016年4月辭去活學教育行政總裁一職，所有教學於同年6月底完成，但暫時仍為主要股東之一。其後，陳如敏淡出活學教育日常營運，以個人品牌發展，著重發掘不同人的潛能，培養正確價值觀。2017年，陳如敏與亡夫黎文業所創辦的活學教育全線結業，陳如敏繼續發展個人品牌，餘下三位英文導師則全部過檔現代教育。
2019年12月，陳如敏以2750萬元連車位購入紅山半島3座中層B室分屬戶，單位實用1013方呎，實呎27,147元，原業主2015年以約2186萬元購入，持貨4年，帳面獲利564萬元或25%。

## 學歷
- 美國哈姆斯頓大學（Armstrong University）榮譽哲學博士[4]
- 加拿大西門菲莎大學（Simon Fraser University）文學士[5]

## 廣管局事件
- 2001年12月中，現代教育補習社刊登全版廣告，大肆宣傳一名新加盟的「英文補習天后」Amanda Tann ，曾「榮獲廣管局致函嘉許」，宣揚其為「殿堂級名師」，廣播事務管理局指斥有關廣告失實，該局從無設立嘉許函，教育署已接手調查今次廣告失實事件。[6]

## 總統獎事件
活學教育的創辦人兼「補習天后」陳如敏，曾經在不少報刊推出頭版廣告，並以曾獲由美國總統喬治布殊親筆簽名的美國總統優質教育獎作賣點，在《星島日報》2006年6月1日的一則報導中指出，她因在中國內地推廣「全民英語」運動，而獲美國哈姆斯頓大學（Armstrong University）推薦得獎，但為了近臨考試的考生決定放棄到白宮領獎。
2006年7月10日，《明報》曾獨家披露訪問陳如敏期間，其向記者再次介紹自己獲得該獎項的經過，但該記者及後調查卻發現該獎項原意為頒發給美國的中、小學生。
美國總統優質教育獎是每年由全美國的中小學校長來決定獲獎學生名單的，由美國教育部贊助，該獎的發證機構稱不理解為何陳如敏能夠獲得一張本應發給中、小學生的獎狀。據報導，陳如敏的獎項由洛杉磯的一所初中學Temple Intermediate頒發，該校校長張正平指是基於洛杉磯中華會館前主席李超華的介紹向陳如敏頒發獎狀，本人並不認識她。據他解釋，該校每年會申請200多個該項獎狀，頒發對象為對學校有貢獻的人士，如：學生、教師、家長、社區領袖或海外人士。他指已促請陳如敏暫停再利用該獎項作為其補習班作宣傳或市場推廣之用。
及後在該活學教育的新廣告中，已刪除陳如敏曾獲「布殊嘉獎」的宣傳內容。

## 電視節目
- ViuTV《跟住矛盾去旅行》第4-5集 與「海星老師」葉頌昇同遊越南河內